# 温洞駅
温洞駅（オンドンえき）は、大韓民国忠清南道舒川郡にかつて存在した韓国鉄道公社長項線の駅である。

## 歴史
- 1931年8月1日：開業[1]。
- 日時不明：廃止。